# Вундерлих, Фриц
Фриц Вундерлих (Fritz Wunderlich), полное имя Фридрих Карл Отто Вундерлих (нем. Friedrich Karl Otto Wunderlich; 26 сентября 1930, Кузель, Рейнланд-Пфальц — 17 сентября 1966, Гейдельберг) — немецкий певец. Несмотря на смерть на взлёте карьеры, причисляется к числу выдающихся лирических теноров XX века. Известен прежде всего как исполнитель партий в операх Моцарта. Исполнял также песенный и ораториальный репертуар.

## Биография
Фриц Вундерлих родился в семье музыкантов. Он рано лишился отца и помогал семье, зарабатывая игрой на различных музыкальных инструментах. В 1950 г. Вундерлих поступил в высшую музыкальную школу Фрайбурга и уже в годы учёбы привлёк к себе внимание.
В 1955 г. был приглашён в Штутгартскую государственную оперу. Одной из его первых работ стала роль, навсегда ставшая его «визитной карточкой», — партия Тамино в «Волшебной флейте» Моцарта. В последующие годы певец неуклонно расширял свой репертуар, выступал в ораториях Баха и Гайдна. С 1962 г. регулярно выступал с песенными концертами, в которых исполнял произведения Шуберта, Шумана и Бетховена.
Международная карьера Вундерлиха началась в 1959 г., когда он впервые выступил на Зальцбургском фестивале. С тех пор он много гастролировал по миру (во Франции, Италии, Великобритании, Аргентине и т. д.). С 1960 г. выступал в Баварской государственной опере. Через три года дебютировал в Венской государственной опере, где блистательно исполнил заглавную партию в опере Ханса Пфицнера «Палестрина».
Погиб в 35-летнем возрасте за несколько недель до запланированного дебюта в «Метрополитен-опере». Вместе с коллегой Германом Преем он участвовал в пирушке в обердердингенском доме Готлоба Фрика по случаю удачной охоты. На неосвещённой крутой лестнице он запнулся о развязавшийся шнурок ботинка и упал вниз, пробив череп. 

## Дискография
- Г. Ф. Гендель — Ксеркс — 1962 (дир. Рафаэль Кубелик)
- В. А. Моцарт — Дон Жуан — 1963 (дир. Герберт фон Караян)
- В. А. Моцарт — Волшебная флейта — 1964 (дир. Карл Бём)
- В. А. Моцарт — Похищение из сераля — 1965 (дир. Зубин Мета)
- Дж. Верди — Травиата — 1965 (дир. Дж. Патане)
- П. И. Чайковский — Евгений Онегин — 1962 (дир. Йозеф Кайлберт)
- Р. Штраус — Дафна — 1964 (дир. Карл Бём) Бюст Вундерлиха в его родном Кузеле

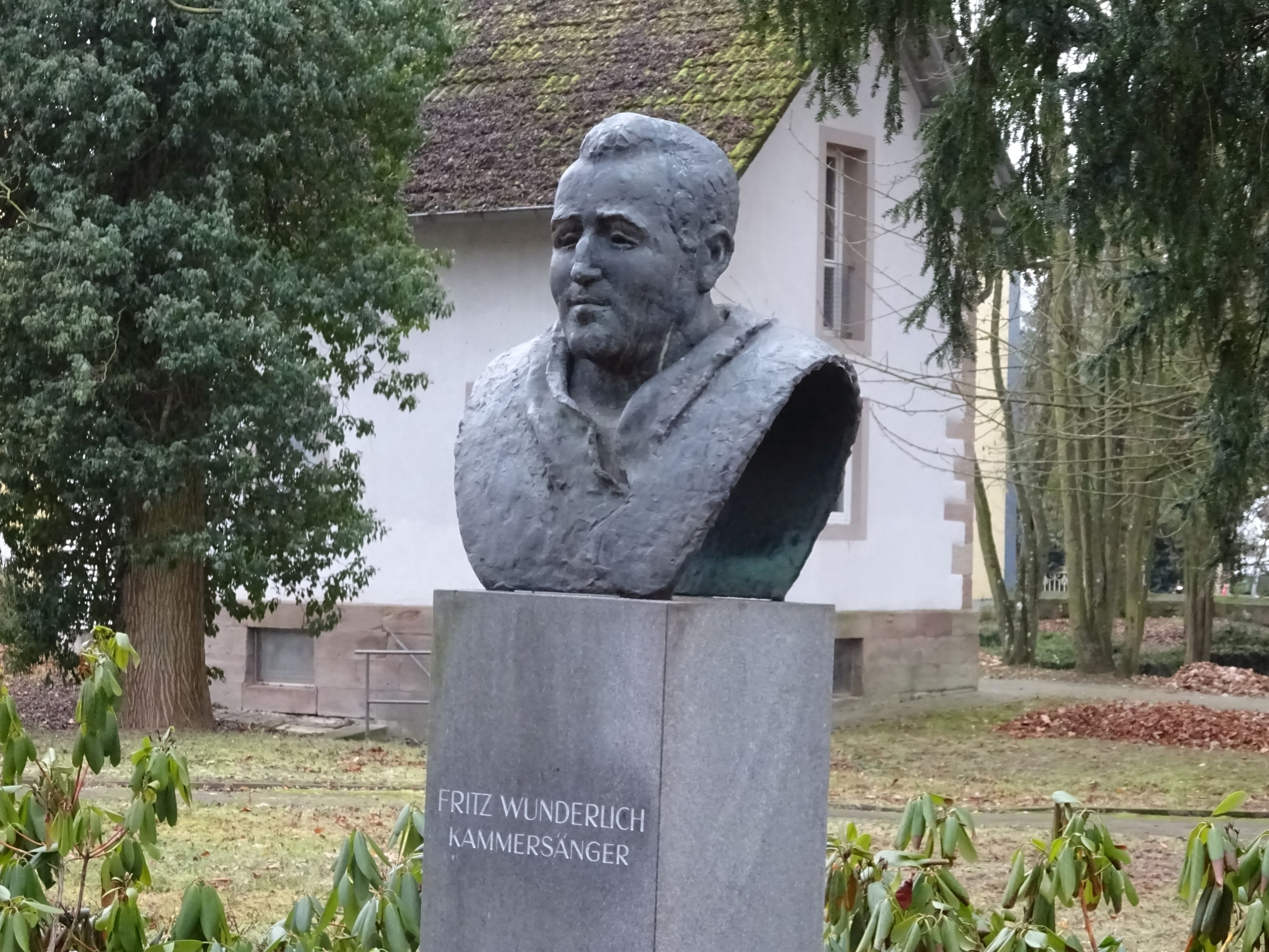
Бюст Вундерлиха в его родном Кузеле

- Р. Штраус — Молчаливая женщина — 1959 (дир. Карл Бём)
- Х. Пфицнер — Палестрина — 1964 (дир. Роберт Хегер)
- И. С. Бах — Страсти по Матфею — 1962 (дир. Карл Бём)
- И. С. Бах — Рождественская оратория (дир. Карл Рихтер)
- Г. Малер — Песнь о Земле (дир. Отто Клемперер)
- Ф. Шуберт — Прекрасная мельничиха — 1964
- Р. Шуман — Любовь поэта — 1966